# Discografia di VillaBanks
La discografia di VillaBanks, rapper italiano, è costituita da sette album in studio, due EP, sessanta singoli e trentotto video musicali (inclusi quelli come artista ospite), pubblicati dal 2018.

## Album in studio
| Anno                                                                  | Titolo | Classifiche | Certificazioni |
| Anno                                                                  | Titolo | ITA         | Certificazioni |
| --------------------------------------------------------------------- | --- | ----------- | -------------- |
| 2019                                                                  | Non lo so - Pubblicato: 30 settembre 2019 - Etichetta: Banks, Universal Music Italia - Formati: CD, download digitale, LP, streaming      | 83          |                |
| 2020                                                                  | Quanto manca - Pubblicato: 1º gennaio 2020 - Etichetta: Virgin, Universal Music Italia - Formati: CD, download digitale, LP, streaming    | —           |                |
| 2020                                                                  | El puto mundo - Pubblicato: 30 settembre 2020 - Etichetta: Virgin, Universal Music Italia - Formati: CD, download digitale, LP, streaming | 42          | - ITA: Oro     |
| 2021                                                                  | Filtri - Pubblicato: 30 aprile 2021 - Etichetta: Virgin, Universal Music Italia - Formati: CD, download digitale, LP, streaming           | 8           | - ITA: Platino |
| 2022                                                                  | Sex Festival - Pubblicato: 2 settembre 2022 - Etichetta: Banks, Universal Music Italia - Formati: CD, download digitale, LP, streaming    | 14          |                |
| 2023                                                                  | VillaBanks - Pubblicato: 27 settembre 2023 - Etichetta: Virgin, Universal Music Italia - Formati: CD, download digitale, LP, streaming    | 4           | - ITA: Oro     |
| 2025                                                                  | Quanto manca 2 - Pubblicato: 10 gennaio 2025 - Etichetta: Banks, Sony Music - Formati: CD, download digitale, LP, streaming               | 35          |                |
| "—" indica una pubblicazione che non si è classificata in quel Paese. | |             |                |

## Extended play
| Anno | Titolo | Classifiche |
| Anno | Titolo | ITA         |
| ---- | --- | ----------- |
| 2022 | La filosofia - Pubblicato: 20 maggio 2022 - Etichetta: Banks, Universal Music Italia - Formati: CD, download digitale, streaming   | 92          |
| 2024 | Spingere sempre - Pubblicato: 5 luglio 2024 - Etichetta: Banks, Universal Music Italia - Formati: CD, download digitale, streaming | 100         |

## Singoli

### Come artista principale
| Anno                                                                  | Titolo                                                     | Classifiche | Certificazioni     | Album di provenienza |
| Anno                                                                  | Titolo                                                     | ITA         | Certificazioni     | Album di provenienza |
| --------------------------------------------------------------------- | ---------------------------------------------------------- | ----------- | ------------------ | -------------------- |
| 2018                                                                  | 9 mesi                                                     | —           |                    | /                    |
| 2019                                                                  | Guadalajara (con Nerissima Serpe)                          | —           |                    | Leancho              |
| 2019                                                                  | M                                                          | —           |                    | /                    |
| 2019                                                                  | Pikachu                                                    | —           |                    | Leancho              |
| 2019                                                                  | Clique (con Thunder Mtfkka e Dedalo Chronicles)            | —           | /                  |                      |
| 2019                                                                  | Mentirosa                                                  | —           |                    | Non lo so            |
| 2019                                                                  | 18 anni                                                    | —           |                    | Leancho              |
| 2019                                                                  | Del                                                        | —           |                    | Leancho              |
| 2019                                                                  | Chupa chupa                                                | —           | - ITA: Oro         | Non lo so            |
| 2019                                                                  | Voglia di te                                               | —           |                    | /                    |
| 2019                                                                  | Pego                                                       | —           |                    | Quanto manca         |
| 2020                                                                  | Zero amour                                                 | —           |                    | El puto mundo        |
| 2020                                                                  | Plastica                                                   | —           |                    | El puto mundo        |
| 2020                                                                  | Summer Drip                                                | —           |                    | El puto mundo        |
| 2020                                                                  | Beauty (con Slings)                                        | —           |                    | /                    |
| 2020                                                                  | Vasca di squali                                            | —           |                    | El puto mundo        |
| 2021                                                                  | Dope (con Rayan e Intifaya)                                | —           |                    | /                    |
| 2021                                                                  | Il doc (feat. Papa V)                                      | —           |                    | Filtri + nudo        |
| 2021                                                                  | Martin Vettori - The Italian Dream (con Greg Willen e Guè) | —           |                    | /                    |
| 2021                                                                  | Perros (con Elilluminari)                                  | —           |                    | Filtri + nudo        |
| 2021                                                                  | Porno (feat. Lil Kvneki e Il Genio)                        | —           |                    | Filtri + nudo        |
| 2021                                                                  | Rompo (feat. Boro)                                         | 57          | - ITA: Platino     | Filtri + nudo        |
| 2021                                                                  | Kush RMX (con J2Lasteu e 65Goonz)                          | —           |                    | /                    |
| 2021                                                                  | Amore Toxic (feat. Random)                                 | —           | - ITA: Oro         | Filtri + nudo        |
| 2022                                                                  | Il doc 2 (feat. Tony Effe e Guè)                           | 35          | - ITA: Oro         | /                    |
| 2022                                                                  | La filosofia                                               | —           |                    | La filosofia         |
| 2022                                                                  | Sole di fine estate                                        | —           |                    | Sex Festival         |
| 2022                                                                  | Jamaica (con Lil Kvneki)                                   | —           |                    | Sex Festival         |
| 2023                                                                  | Una vita                                                   | —           |                    | VillaBanks           |
| 2023                                                                  | Il doc 3 (feat. Tony Effe, Slings e MamboLosco)            | 33          | - ITA: Platino     | VillaBanks           |
| 2023                                                                  | Giochi                                                     | —           |                    | VillaBanks           |
| 2023                                                                  | Caramelo (con Shiva e Rvfv)                                | 78          | - ITA: Oro         | VillaBanks           |
| 2023                                                                  | Papaya                                                     | 4           | - ITA: Platino (2) | VillaBanks           |
| 2024                                                                  | Il doc 4 (feat. Ernia, Emis Killa e Niky Savage)           | 39          |                    | Quanto manca 2       |
| 2024                                                                  | Gianduia                                                   | —           |                    | Spingere sempre      |
| 2024                                                                  | Carioca (con Slings e Random)                              | —           |                    | /                    |
| 2024                                                                  | Oasis (con Smeia)                                          | —           |                    | Quanto manca 2       |
| 2024                                                                  | Sex Appeal                                                 | —           |                    | Quanto manca 2       |
| 2024                                                                  | Caribe 2 (feat. Le-One)                                    | —           |                    | Quanto manca 2       |
| 2025                                                                  | Diva                                                       | —           |                    | /                    |
| 2025                                                                  | Il doc 5 (feat. Guè, Sayf e Glocky)                        | 70          |                    | Quanto manca 2       |
| "—" indica una pubblicazione che non si è classificata in quel Paese. |                                                            |             |                    |                      |

### Come artista ospite
| Anno                                                                  | Titolo                                                             | Classifiche | Certificazioni     | Album di provenienza      |
| Anno                                                                  | Titolo                                                             | ITA         | Certificazioni     | Album di provenienza      |
| --------------------------------------------------------------------- | ------------------------------------------------------------------ | ----------- | ------------------ | ------------------------- |
| 2021                                                                  | Bonita (Young Slash feat. VillaBanks e Demo)                       | —           |                    | /                         |
| 2021                                                                  | Su e giù (Niko Pandetta feat. VillaBanks)                          | —           |                    | Bella vita Deluxe Edition |
| 2022                                                                  | Estranei (Random feat. VillaBanks)                                 | —           |                    | /                         |
| 2022                                                                  | El amor (Boro feat. VillaBanks e Fred De Palma)                    | —           |                    | /                         |
| 2022                                                                  | Tête (Ava feat. Medy e VillaBanks)                                 | 17          | - ITA: Platino (3) | Ok Ava                    |
| 2023                                                                  | Offline (Il Tre feat. VillaBanks)                                  | —           |                    | /                         |
| 2023                                                                  | Profesora (Rossella Essence feat. VillaBanks, Vegas Jones e Smeia) | —           |                    | /                         |
| 2023                                                                  | Chakachà (Disme feat. VillaBanks)                                  | —           |                    | VillaBanks                |
| 2023                                                                  | My Lova (Slings feat. VillaBanks)                                  | —           |                    | Traphouse                 |
| 2023                                                                  | Suave (Mikush feat. VillaBanks)                                    | —           |                    | Capo della Jersey         |
| 2023                                                                  | Manette (Beatrice Quinta feat. VillaBanks)                         | —           | /                  |                           |
| 2023                                                                  | Mare d'inverno (Nerissima Serpe feat. Ariete e VillaBanks)         | —           |                    | Identità                  |
| 2024                                                                  | Spingere (Il Pagante feat. VillaBanks)                             | 21          | - ITA: Oro         | FOMO                      |
| 2024                                                                  | No Stress (Epoque feat. VillaBanks)                                |             |                    | Tram 83                   |
| 2024                                                                  | Tenerife (Skinny feat. VillaBanks)                                 | —           |                    | /                         |
| 2024                                                                  | Bacio di Giuda (Ava feat. Mida e VillaBanks)                       | 14          | - ITA: Platino     | /                         |
| 2024                                                                  | Vaniglia (Elmatadormc7 feat. VillaBanks e Boro)                    | —           |                    | /                         |
| 2024                                                                  | 3some (Rosa Chemical feat. VillaBanks)                             | —           |                    | /                         |
| 2024                                                                  | Una notte (Achille G feat. Baby K e VillaBanks)                    | —           |                    | /                         |
| "—" indica una pubblicazione che non si è classificata in quel Paese. |                                                                    |             |                    |                           |

## Altri brani entrati in classifica e/o certificati
| Anno                                                                  | Titolo                                   | Classifiche | Certificazioni     | Album di provenienza |
| Anno                                                                  | Titolo                                   | ITA         | Certificazioni     | Album di provenienza |
| --------------------------------------------------------------------- | ---------------------------------------- | ----------- | ------------------ | -------------------- |
| 2019                                                                  | S                                        | —           | - ITA: Oro         | Non lo so            |
| 2019                                                                  | Candy (feat. Vale Pain)                  | 79          | - ITA: Platino     | Non lo so            |
| 2020                                                                  | Caribe                                   | —           | - ITA: Platino (2) | Quanto manca         |
| 2020                                                                  | Barbie (feat. Bello Figo)                | —           | - ITA: Oro         | Quanto manca         |
| 2020                                                                  | Pasticche (feat. Capo Plaza)             | 45          | - ITA: Platino     | El puto mundo        |
| 2021                                                                  | Sensazioni momentanee (feat. Lil Kvneki) | —           | - ITA: Oro         | Filtri + nudo        |
| 2021                                                                  | Albicocca                                | —           | - ITA: Oro         | Filtri + nudo        |
| "—" indica una pubblicazione che non si è classificata in quel Paese. |                                          |             |                    |                      |

## Collaborazioni
| Anno                                                                  | Titolo                                                                     | Classifiche | Certificazioni | Album di provenienza |
| Anno                                                                  | Titolo                                                                     | ITA         | Certificazioni | Album di provenienza |
| --------------------------------------------------------------------- | -------------------------------------------------------------------------- | ----------- | -------------- | -------------------- |
| 2020                                                                  | Ex (Philip feat. VillaBanks)                                               | —           |                | Dalla zona           |
| 2021                                                                  | Mood (Madame feat. VillaBanks)                                             | 30          |                | Madame               |
| 2021                                                                  | Squali (TY1 feat. VillaBanks e Touché)                                     | —           |                | Djungle              |
| 2022                                                                  | Marmellata (The Night Skinny feat. Carl Brave, Pyrex, Rkomi e VillaBanks)  | 44          | - ITA: Oro     | Botox                |
| 2022                                                                  | Almeno se si litiga scopiamo (Tredici Pietro e Lil Busso feat. VillaBanks) | —           |                | Lovesick             |
| 2022                                                                  | Mayday (La Sad feat. VillaBanks)                                           | —           |                | Sto nella Sad Deluxe |
| 2023                                                                  | Lovés (Medy feat. VillaBanks)                                              | 91          |                | Nove chiamate        |
| 2023                                                                  | Do It (MamboLosco feat. VillaBanks)                                        | —           |                | Facendo faccende     |
| 2023                                                                  | Teta (Elettra Lamborghini feat. VillaBanks)                                | —           |                | Elettraton           |
| 2023                                                                  | Nari (Cano feat. VillaBanks)                                               | —           |                | DPQDP                |
| 2023                                                                  | Booty (Dani Faiv feat. VillaBanks)                                         | —           |                | Ultimo piano B       |
| 2024                                                                  | Tu lo sai (Boro feat. VillaBanks)                                          | —           |                | Bendiction           |
| 2024                                                                  | Another World (Angelina Mango feat. Villabanks)                            | —           |                | Poké melodrama       |
| "—" indica una pubblicazione che non si è classificata in quel Paese. |                                                                            |             |                |                      |

## Video musicali
| Anno | Titolo                             | Regista/i                           |
| ---- | ---------------------------------- | ----------------------------------- |
| 2018 | 9 mesi                             | Legacy Films                        |
| 2019 | 18 anni                            | Legacy Films                        |
| 2020 | Summer Drip                        | Late Milk                           |
| 2020 | Beauty                             | Nicola Bussei                       |
| 2021 | Bonita                             | Anass El Hachimy                    |
| 2021 | Dope                               | RGM                                 |
| 2021 | Martin Vettori - The Italian Dream | —                                   |
| 2021 | Perros                             | Hugo López Vision                   |
| 2021 | Rompo                              | Andrea Gallo                        |
| 2021 | Kush RMX                           | —                                   |
| 2022 | Estranei                           | Vision and I                        |
| 2022 | El amor                            | Antonio Ademasi                     |
| 2022 | Sole di fine estate                | Ludovica Galletta                   |
| 2023 | Una vita                           | Ludovica Galletta                   |
| 2023 | Il doc 3                           | Marco Vidale                        |
| 2023 | Profesora                          | Alessandro Sangiorgio               |
| 2023 | Offline                            | Gianluca Garretto                   |
| 2023 | Giochi                             | Gianluca Garretto                   |
| 2023 | Chakachà                           | Diego Ferri e Willyam Nada          |
| 2023 | My Lova                            | Gianluca Garretto                   |
| 2023 | Caramelo                           | Blackdor                            |
| 2023 | Suave                              | Peter Marvu                         |
| 2023 | Manette                            | Lilia Carlone                       |
| 2024 | Spingere                           | Andrea Gallo                        |
| 2024 | Il doc 4                           | Peter Marvu                         |
| 2024 | No Stress                          | Ciro Di Niccolo                     |
| 2024 | Gianduia                           | Marco Vidale                        |
| 2024 | Tenerife                           | Josema                              |
| 2024 | Bacio di Giuda                     | —                                   |
| 2024 | Vaniglia                           | Fralma                              |
| 2024 | 3some                              | Iano Bellanova                      |
| 2024 | Una notte                          | Giovanni Zanotto                    |
| 2024 | Carioca                            | Davide Fantuzzi e Federico Ceravolo |
| 2024 | Oasis                              | Kevin Chester Ramos                 |
| 2024 | Sex Appeal                         | Federico Ceravolo                   |
| 2024 | Caribe 2                           | Mamby                               |
| 2025 | Diva                               | Diego Ferri                         |
| 2025 | Il doc 5                           | Diego Ferri                         |